# Hans-Detlef Roock
Hans-Detlef Roock (* 26. Dezember 1946 in Göhren/Mecklenburg, heute: Malk Göhren) ist ein deutscher Politiker (CDU) und ehemaliges Mitglied der Hamburgischen Bürgerschaft.

## Leben und Politik
Roock absolvierte ab April 1962 eine Ausbildung zum Beamten. Im Januar 1967 trat er in die Bundeswehr ein und war bis 2000 Berufssoldat und danach als Pensionär noch Reserveoffizier der Marine.
Seit 1969 ist er Mitglied der CDU im Bezirk Hamburg-Altona. In der Partei als Vorsitzender des CDU-Kreisverbandes Altona/Elbvororte und Mitglied des CDU-Landesvorstandes/Geschäftsführenden Landesvorstandes aktiv.
Roock ist seit Oktober 1997 Mitglied der Bürgerschaft der Freien und Hansestadt Hamburg. Als Abgeordneter dieses Landesparlaments war er in der 19. Wahlperiode Mitglied des Stadtentwicklungs-, des Verfassungs- sowie des Sonderausschusses Verwaltungsreform. Roock ist stellvertretender Fraktionsvorsitzender.
Bei der Bürgerschaftswahl 2008 errang er das Abgeordnetenmandat über den Wahlkreis Blankenese. Bei der Bürgerschaftswahl in Hamburg 2011 wurde er über die Landesliste erneut in die Bürgerschaft gewählt. Bei der Bürgerschaftswahl 2015 kandidierte er auf Platz 4 der Landesliste, verlor jedoch sein Mandat.
Im Jahr 2010 war er Mitglied der 14. Bundesversammlung.